# Raguzai Köztársaság
A Raguzai Köztársaság történelmi állam volt a mai Horvátország déli részén, Raguza (ma Dubrovnik) központtal. 1358-tól 1808-ig állt fent.

## Története

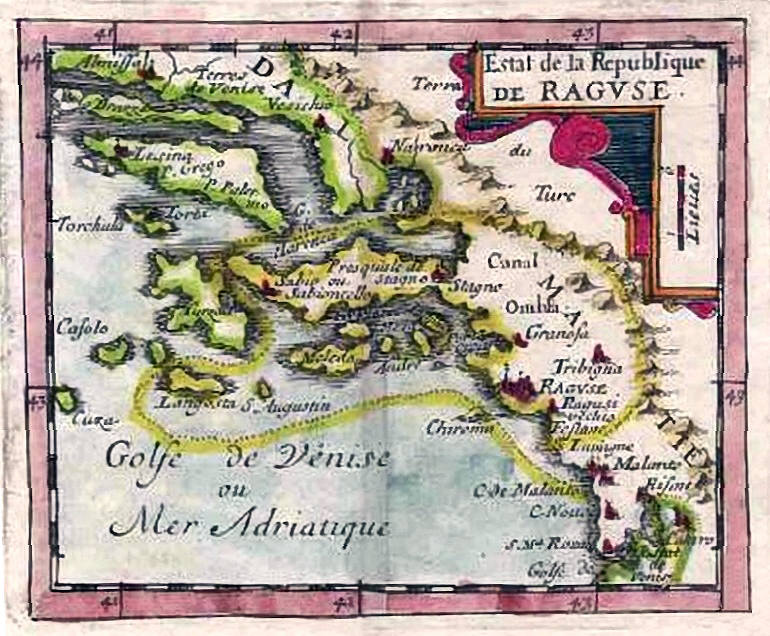
A Köztársaság egy 17. századi térképen.

1358-ban a zárai békével a Magyar Királyság része lett, szimbolikusan I. (Nagy) Lajos lett az uralkodó. Valójában 1808-ig Raguzai Köztársaság néven önálló államként működött. A korábbi „Comunitas Regusina” címet a „Respublica Ragusina” váltotta fel. 1399-ben Raguza kiterjesztette a fennhatóságát még a Ston és Orašac közötti partvidékre is, 1419-ben Konavlére és 1427-ben délen Cavtatra (a hajdani Epidaurum őstelepülés utódjára).
A köztársaság formailag 168 évig tartozott magyar fennhatóság alá és ez egy olyan periódus volt az állam életében, amikor a Velencei Köztársaság és az Oszmán Birodalom között a Szent Koronához történő tartozás nem volt gátja a városállam fejlődésének. A fennhatóság elismerésének jeléül harminc gálya kiállítására kötelezték magukat, 500 aranyforintot fizettek Mátyás királynak és a magyar király tiszteletére ünnepeket tartottak.
Lakói az oszmán Kelet és Nyugat-Európa közötti ügyes manőverezéssel évszázadokon át meg tudták őrizni a köztársaságot. Az Oszmán Birodalommal kötött stratégiai jelentőségű szerződés (adóvállalással) megóvta Raguza szabadságát, és megadta a városnak azt a lehetőséget, hogy főszerepet játsszék a török birodalom és Európa közötti (sok esetben katonai célú) kereskedelemben.
A köztársaság virágkorában számos, szerteágazó termékfajták exportja felett gyakorolt ellenőrzést, mint például a boszniai és szerb bányák ezüst- és ónérctermelése. A só termelése (lepárlása) és exportja szintén az egyik legjelentősebb raguzai tevékenységnek számított. A város megszerezte a Neretva-öböltől a Drin folyó torkolatáig terjedő terület sólepárlási monopóliumát, és ezzel a Balkán valamennyi országának sószállítójává vált. Más raguzai műhelyek tevékenységüket a személyi fogyasztás igényeire építették, jelentős mértékben az arany- és bőráruk kereskedelmére.
A zsidók 1492. évi spanyolországi kiűzetése után a város több hullámban sok menekülőnek adott otthont, hasonlóan a többi balkáni kereskedővároshoz. Az itt élő zsidó kereskedők a selyem-, a gyapjú-, a bőr- és a fűszerkereskedelemben vettek részt.
A Raguzai Köztársaság egy arisztokrata köztársaság volt, amelyet a Nagytanács irányított. Másik két gyűlés a Szenátus és a Kistanács volt. Raguza a 15. században 40 000 lakossal büszkélkedhetett, ami azt jelentette, hogy Európa egyik legnagyobb városa volt. Ekkoriban megszüntette a rabszolga-kereskedelmet. A város virágkorát a 15. és 16. században élte, ekkor a Velencei Köztársaság legfőbb tengeri riválisának számított.
Az oszmánok balkáni uralma idején a kereskedelem, a hajózás és a hajóépítés a köztársaság legfontosabb gazdasági ágainak számított. A raguzai hajóépítés világszerte ismert volt ("hajóépítés raguzai módra”). Már a 16. század közepén több mint 180 nagy hajóval, 36 000 kocsirakománynak megfelelő hajótérrel rendelkezett. Virágkorában hajóállománya elérte az 550-et. A hitelkereskedelem és a biztosítások is nagy sikert jelentettek. A város 1568-ban törvényt alkotott a tengeri szállítások biztosításáról. Hajói elvitorláztak Angliáig, valamint az új útvonalak felfedezését követően a Jóreménység fokán át Kelet-Indiáig. A Földközi-tenger más tengeri kalmárhatalmaihoz hasonlóan az Amerikába és Indiába vezető újabb kalmárutak felfedezése után a városállamot is elérte a gazdasági hanyatlás.
A 15-17. századi látványos művészeti és irodalmi fellendülés miatt a várost mint a „délszláv Athént” kezdték emlegetni. Először születtek irodalmi alkotások nyugati délszláv nyelven.
Miután azonban a földközi-tengeri hajózás válságba került, a köztársaság fokozatosan hanyatlani kezdett, melyet betetőzött az 1667. évi földrengés. Az 1718-as pozsarevaci békében Neumot és Klekát is elveszítette. A 18. században a város hajói kimerészkedtek az Atlanti-óceánra is. Ez idő tájt Raguzában 85 konzulátus volt. 
1776-ban a Raguzai Köztársaság volt az első szuverén állam, amely elismerte az Amerikai Egyesült Államok függetlenségét.
A vesztét azonban mégsem Velence, hanem I. Napóleon hadserege okozta, amely 1806-ban Auguste de Marmont marsall parancsnoksága alatt előbb a velencei területeket, majd 1807-ben a tilsiti békeszerződés értelmében a Raguzai Köztársaságot is meghódította. Területét először a napóleoni csatlós Itáliai Királysághoz csatolták. 1809-ben Marmont marsall hivatalosan kimondta a Köztársaság megszűnését. Területét a Francia Császárság újonnan alapított Illír tartományába olvasztották, első főkormányzója Marmont marsall lett. A város csak a napóleoni háborúk idején virágzott fel egy kis időre, mert mint az egyetlen semleges mediterrán állam, nagy hasznot húzott a hadiszállításokból. 1813-ban a Habsburg Birodalom hadereje visszafoglalta, 1815-ben a bécsi kongresszus Ausztriának ítélte. A Dalmát Királyság nevű osztrák koronatartomány része maradt 1918-ig, az Osztrák–Magyar Monarchia széthullásáig.

## Politikai berendezkedése
A köztársaságot tekinthetjük egy arisztokratikus, feudális, centralista államnak is. A köztársaság élén a herceg állt. A legnagyobb törvényhozó testület pedig a nagytanács, a kistanács és a szenátus volt.
A Nagytanács (latinul: Consilium maius 1235-ben alakult az arisztokrata családok férfi tagjaiból. Ez a testület 1332-ig létezett. A tagokat minden évben választották. A nagytanács feladata a törvények elfogadása, az állami alkalmazottak kiválasztása. A legfontosabb feladata azonban a herceg megválasztása volt.
A Kistanács (latinul Consilium minus) a végrehajtó testülete volt előbb a Nagytanácsnak, majd a Szenátusnak. Kezdetben a herceg és 11 tanácsnok, később a hercegek és 6 szenátor volt a tagja.
Szenátus (latinul Consilium rogatorum) ez volt a köztársaság „parlamentje”. A tagokat kérvények alapján hívták össze. A szenátus foglalkozott az ország ügyeivel, bel- és külpolitikájával. Itt dolgozták ki a törvénytervezeteket, a nagytanács pedig a kiegészítette ezeket a tervezeteket. A szenátorokat 1 évre választották.
Herceg (latinul rector), amelyet 1 hónapra választottak a mai kormányfőnek felel meg. 1358-ig Velence nevezte ki. Ekkoriban a mandátuma 2 év volt, később csökkent csak 1 hónapra, amikor már a Nagytanács választotta meg őt. A 17. századra a hercegnek már csak reprezentációs feladata volt. Szálláshelye a hercegi udvar volt.

## Az államban használt nyelvek
1472-ig a latin volt az egyedüli hivatalos nyelv a városban és annak környékén, míg a köztársaság szenátusa úgy döntött, hogy a dalmát nyelvet teszi hivatalos nyelvvé, pontosabban a Raguzában használt dialektust. Ugyanakkor megtiltották, hogy bárki horvátul beszéljen, vagy bármely más délszláv nyelven.
De több példa van mégis arra, hogy a szenátusban használták a horvátot. Az évszázadok múlásával az arisztokrácia letért a dalmát használatáról és egyre inkább a horvát nyelvet vette át, amelynek egyik oka, hogy a dalmát városok és a Raguzai Köztársaság igyekezett magát távol tartani Velencétől és más olasz államoktól.
Természetesen a latin nyelv nem szorult ki sem a hivatalos ügyekben, sem a köznapi használatból, s a dalmát mellett továbbra is beszéltek az emberek horvátul is. Ennek tetejébe, olaszul, velencei nyelven és toszkán dialektusban is beszéltek az országban, amelyek az itteni dalmát nyelvet is befolyásolták.

## Híres raguzaiak
- Ruđer Bošković, tudós (1711-1787)
- Marin Držić, író (1508-1567)